# ハーショグジー
ハーショグジー（アラビア語 خاشقجي）は、トルコ系のサウジアラビアの姓。日本語の一般マスメディアでは「カショギ」と表記されることが多いが、研究者からは現地サウジの言葉に近い「ハーショグジー」と表記するべきだという見解もあり、標準アラビア語に近い「ハーショクジー」
または「ハーシュクジー」とも表記されている。
オスマン帝国末期に、メフメト・カシュクチュ（1889-1978)というトルコ人がアラビア半島に移住して、サウジアラビアの初代国王となるアブドゥルアズィーズの侍医となり、アラビア語でムハンマド・ハーショグジー（محمد خاشقجي）と呼ばれるようになった。

## 発音
- トルコ語の姓「カシュクチュ」（Kaşıkçı）に由来し[7]、トルコではこのように呼ばれることが多い[8][1]。
- 現代標準アラビア語では「ハーシュクジー」（ [xaːˈʃuqd͡ʒiː] ）と発音され[5][7]、または「ハーショクジー」とも呼ばれる[3]。
- アラビア語ヒジャーズ方言では「ハーショグジー」（ [xaːˈʃʊɡd͡ʒi] ）と発音される[1][7]。
- 英語圏を通じて「カショグジ」または「カショウギ」（ [/kəˈʃʊɡdʒi, kəˈʃoʊɡi/] ）などと呼ばれる[7]。

## 姓
英語記事 Khashoggi などを参照。
- ムハンマド・ハーショグジー（محمد خاشقجي、1889-1978）：初代国王の侍医。
- アドナーン・ハーショグジー（عدنان خاشقجي、1935-2017）:ムハンマドの息子で、有名な武器商人。⇒アドナン・カショギ
- ジャマール・ハーショグジー（جمال خاشقجي、1958-2018）：ムハンマドの孫で、ジャーナリスト。⇒ジャマル・カショギ